# James A. Seddon
James A. Seddon (Falmouth, Virgínia, 1815- Goochland, 1880) fou un polític sudista. Graduat en lleis a la universitat de Virgínia el 1835, fou senador demòcrata per Virgínia als EUA el 1845-1847 i el 1849-1851. Participà en el Congrés dels Estats Confederats d'Amèrica i en fou nomenat Secretari de Guerra del novembre del 1862 el gener del 1865. Fou arrestat el 1865-1866, però el president federal Andrew Johnson el va alliberar.